# Zes tijdperken van de wereld

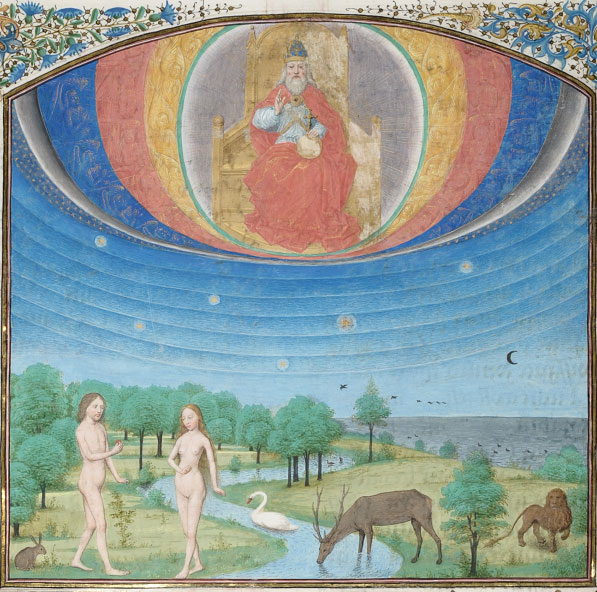
Adam en Eva in het Aards paradijs (Les Sept Âges du monde, ca. 1460)

De zes tijdperken van de wereld (Latijn: sex aetates mundi) zijn een indeling van de wereldgeschiedenis voorgesteld door Augustinus in zijn De catechizandis rudibus en gevolgd door de meeste christelijke historici van de middeleeuwen. Volgens deze indeling waren er zes tijdvakken van ongeveer duizend jaar sinds de schepping van Adam en zou nadien een zevende tijdperk aanbreken. De indeling was opgevat als analoog aan de zes dagen van de schepping.  

## Overzicht
Augustinus zag de tijdperken als volgt:
- Het eerste tijdperk liep van de schepping van Adam tot de zondvloed (3761 v.Chr. - 2348 v.Chr.)
- Het tweede tijdperk liep van de zondvloed tot de tijd van Abraham (tijdens de zondvloed was de tijd opgeschort)
- Het derde tijdperk liep van de tijd van Abraham tot die van koning David (1813  v.Chr. - 1000 v.Chr.)
- Het vierde tijdperk liep van de tijd van koning David tot de ballingschap in Babylon (1000  v.Chr. - 588 v.Chr.)
- Het vijfde tijdperk liep van de ballingschap in Babylon tot de tijd van Jezus Christus (588 v.Chr. - 30 n.Chr.)
- Het zesde tijdperk begon in het jaar 30.

Een zevende tijdperk zou plaatsvinden na de Dag des Oordeels en het Einde der Tijden. Volgens Augustinus zou God dit tijdperk wijden aan rust met zijn heiligen, zoals hij na de schepping de zevende dag had gewijd aan de sabbat.

## In de middeleeuwen
Isidorus van Sevilla nam de indeling over in zijn invloedrijke Chronica maiora of Chronicon de aetatibus mundi, die liep van Adam tot 'het jaar van de wereld 5813' (615 n.Chr.). Beda Venerabilis diende zich in 708 te verdedigen omdat hij in De temporibus een afwijkende ouderdom van de wereld had gegeven. Ook de Weltchronik van Rudolf von Ems bevatte in de 13e eeuw een aangepaste versie van de tijdperken. 
Verluchte manuscripten die het concept van de zes tijdperken illustreren zijn onder meer het Liber floridus en Les Sept Âges du monde.